# Lotte De Wilde
Lotte De Wilde, née le 3 juillet 1998 à Gand en Belgique, est une footballeuse belge.

## Biographie
Pendant une année, elle joue aux États-Unis, au Lady Bisons, l'équipe de l'Université de Lipscomb University de Nashville (Tennessee).
En avril 2019, elle remporte la Coupe de Belgique, en s'imposant en finale contre le Standard de Liège.

## Palmarès
- Vainqueur de la Coupe de Belgique en 2019 avec l'AA Gand Ladies